# Parkchester (línea Pelham)
Parkchester (antiguamente como Parkchester–Calle 177 Este) es una estación elevada en la línea Pelham del Metro de la Ciudad de Nueva York. La línea es operada todo el tempo por los trenes del servicio 6, y está localizada en el Bronx en la intersección Cross-Bronx Expressway (anteriormente como la Calle 177 Este) que sirve a la Avenida Metropolitan, la Avenida Westchester y Atop Hugh J. Grant Circle.
Parkchester es una estación expresa con dos plataformas centrales y tres vías. La estación también cuenta con algunas lámparas de forma de hongo que datan desde los años 1950 localizada en un extremo de la plataforma. Una característica inusual es el que abarca las salidas de la plataforma al mezanine (entre piso), que cuenta con un cruce y ventanas con patrones similares a los de la estación de la Avenida Whitlock. 	La tarifa de control se encuentra en el nivel de la calle, y cuenta con una pintura con el título Live The Dream o Vive el Sueño en español. La estación cuenta con una escalera eléctrica que esta desde la tarifa de control hasta un extremo, sin pasar por el mezanine. Justo al norte de la estación se encuentra una torre de intercambio usada hasta finales de los años 1990.
Cuando el tren expreso número 6 entra en servicio, la mayoría de los trenes locales número 6 terminan aquí.

## Conexiones de autobuses
- Bx4
- Bx14
- Bx36
- Bx39
- Q44

## Galería de fotos

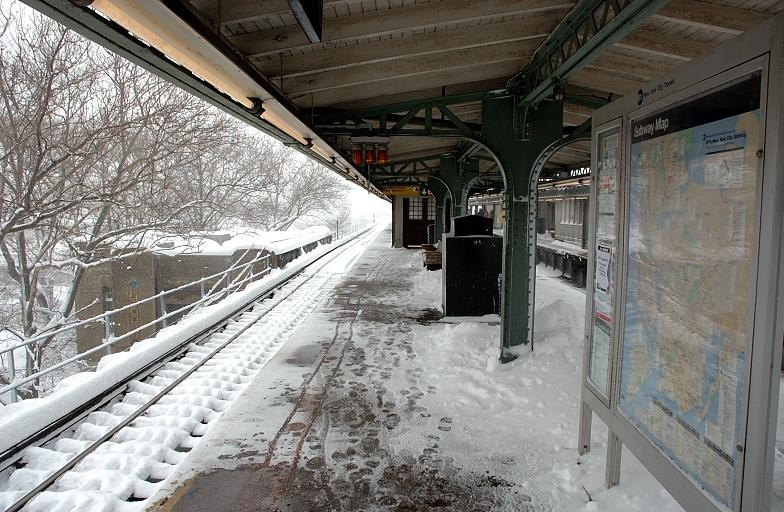
Invierno en la plataforma